# 共同通信会館
共同通信会館（きょうどうつうしんかいかん）は、東京都港区虎ノ門二丁目にある商業ビル。

## 概要
GHQの命令による同盟通信社解散・分裂を経て東京都千代田区日比谷公園内の市政会館に事務所を置いていた共同通信社が、1963年1月16日に第1回新社屋会社設立準備委員会を立上げ。
同年2月2日、新社屋の払い下げ土地・建物の所有権を取得し、4月1日に事業会社である株式会社共同通信会館を設立。1965年3月12日、共同通信会館上棟式。同年11月18日に定礎式が行われる。
1966年3月27日、現地に本社ビルとして建築し市政会館から移転。2003年7月、汐留メディアタワーが竣工し、東京本社の殆どの機能が移転し、2005年にオフィスビルとしてリニューアルした。
2014年7月、東京都は都市再生特別地区として虎ノ門一丁目、二丁目の第一種市街地再開発事業として認可。当該建物と隣接地にあった旧国立印刷局本局・虎の門工場、旧虎の門病院の敷地と合わせた建て替え事業が進められており、国立印刷局跡地に移転した虎の門病院の跡地にて2025年2月竣工予定の”虎ノ門アルセアタワー”の業務棟である16階から21階までの6フロア分を取得して移転する。移転後は当該建物は解体され、隣の住友不動産虎ノ門タワー（旧JTビル）と一体化した広場として転用される。

## テナント

### オフィス
- 虎ノ門テレビ（1階：スタジオ、2階：事務所）
- 一般社団法人共同通信社取材分室（2階）
- 日本ラッド（2階、7階）
- ケミカルグラウト[9]（3階）
  - グラウト物産[9]（3階）
- SCS Global Japan（4階）
- 湘南技術センター東京営業所（4階）
- 三会堂ビル建替計画（5階）
- 国立印刷局（6、7、8階）
- 厚生年金基金（9階）
- 一般社団法人日本レコード協会（9階）
- アグニコンサルティング（9階）